# Risk (album)
Risk is het achtste studioalbum van de Amerikaanse thrashmetalband Megadeth. Risk werd in 1999 geproduceerd door Capitol Records en was het laatste album waarop gitarist Marty Friedman te horen is. 

## Voorgeschiedenis
Na het commerciële succes van Cryptic Writings nam producer Bud Prager de leidende rol in de productie en het proces van het schrijven van het volgende album. Bud Prager heeft zodoende ook credits voor het schrijven van veel nummers op Risk. Toen Risk in 1999 uitkwam werd het slecht ontvangen door zowel fans als critici, die Megadeth bekritiseerden wegens het compleet ontbreken van haar muzikale invloeden uit de jaren 80. Veel fans keerden de band hierop de rug toe. Dave Mustaine heeft later ook herhaaldelijk toegegeven dat Risk een grote fout was, en het album wordt live nauwelijks gespeeld door Megadeth.
De naam Risk komt van Lars Ulrich, de drummer van Metallica, die Dave Mustaine vertelde dat hij meer risico zou moeten nemen met zijn muziek en met Megadeth als band.

## Tracks
| Nr. | Titel                 | Tekst                   | Muziek                   | Duur |
| --- | --------------------- | ----------------------- | ------------------------ | ---- |
| 1.  | Insomnia              | Dave Mustaine           | Mustaine                 | 4:16 |
| 2.  | Prince of Darkness    | Mustaine                | Mustaine, Marty Friedman | 6:26 |
| 3.  | Enter the Arena       | Mustaine, Bud Prager    | Mustaine                 | 0:43 |
| 4.  | Crush 'Em             | Mustaine, Prager        | Mustaine, Friedman       | 4:54 |
| 5.  | Breadline             | Mustaine, Prager        | Mustaine, Friedman       | 4:32 |
| 6.  | The Doctor Is Calling | Mustaine, Prager        | Mustaine, Friedman       | 5:44 |
| 7.  | I'll Be There         | Mustaine, Prager        | Mustaine, Friedman       | 5:13 |
| 8.  | Wanderlust            | Mustaine                | Mustaine, Friedman       | 5:48 |
| 9.  | Ecstasy               | Mustaine                | Mustaine, Friedman       | 4:31 |
| 10. | Seven                 | Mustaine, Dave Ellefson | Mustaine                 | 4:46 |
| 11. | Time: The Beginning   | Mustaine                | Mustaine, Friedman       | 3:10 |
| 12. | Time: The End         | Mustaine                | Mustaine                 | 2:31 |

## Bezetting
- Dave Mustaine – zang en gitaar
- David Ellefson – basgitaar en achtergrondzang
- Marty Friedman – gitaar en achtergrondzang
- Jimmy DeGrasso – drums

Killing Is My Business... and Business Is Good! ·
Peace Sells... But Who's Buying? ·
So far, so good... so what! ·
Rust in Peace ·
Countdown to Extinction ·
Youthanasia ·
Cryptic Writings ·
Risk ·
The World Needs a Hero ·
The System Has Failed ·
United Abominations ·
Endgame ·
Th1rt3en ·
Super Collider ·
Dystopia ·